# Cyperus solidus
Cyperus solidus är en halvgräsart som beskrevs av Carl Sigismund Kunth. Cyperus solidus ingår i släktet papyrusar, och familjen halvgräs. Inga underarter finns listade i Catalogue of Life.